# Campylocentrus nigris
Campylocentrus nigris är en insektsart som beskrevs av William D. Funkhouser 1930. Campylocentrus nigris ingår i släktet Campylocentrus och familjen hornstritar. Inga underarter finns listade i Catalogue of Life.